# Еґберт II
Еґберт II (давн-англ. Ecgberht II; ? — 878/888) — король Берніції у 876—878/888 роках.

## Життєпис
Походив зі знатного роду. 876 року після смерті короля Ріксіга Еґберта було обрано королем нортумбрійців, що жили за Тайном у колишній Берніції. Тривалість правління, а також взаємини Еґберта II з вікінгами є дискусійними серед вчених. Симеон Даремський, в одній праці вказує, що Еґберт II помер у 878 році, а в іншій, повідомляє, що в 883 році той був ще живий. Втім в іншій хроніці вказується рік смерті короля як 888 рік.
Весь час свого правління Еґберт II боровся проти данів-вікінгів, що утворили у Південній Нортумбрії власне королівство Йорвік. На думку низки дослідників, згадка про 878 рік як час смерті може свідчити про поразки від данів й встановлення над Берніцією остаточної влади Йорвіку.
Після Еґберта II правили вже елдормени Берніції. Першим з них був Едульф.